# Donnie Brasco (1997.)
Donnie Brasco je kriminalistički film  Mikea Newella s  Alom Pacinom,  Michaelom Madsenom i  Johnnyjem Deppom. Temeljen je na stvarnim doživljajima Josepha D. Pistonea, agenta FBI-ja koji se uspješno infiltrirao u kriminalnu obitelj Bonnano, jednu od pet mafijaških obitelji u New Yorku tijekom sedamdesetih.

## Radnja
Krajem sedamdesetih, agent FBI-ja Joe Pistone (Depp), dobiva zadatak da se infiltrira u njujoršku mafijašku obitelj. Nazvavši se Donnie Brasco, i glumeći stručnjaka za dijamante, sprijateljuje se s Leftyjem Ruggeriom (Al Pacino), nižerangiranim mafijaškim plaćenim ubojicom čiji je privatni život u rasulu, i Dominickom Napolitanom (Michael Madsen). Čini se da Lefty ne može zaraditi novac, sin mu je narkoman, a konstantno ga mimoilaze prilikom promoviranja u obitelji. Stalno podsjeća Brasca kako se otrežnjuje i razbija iluzije nakon što je proveo 30 godina u mafiji (i ubio 26 ljudi), a da za to ničim nije nagrađen. U Donnieju, međutim, Lefty vidi mladog štićenika koji bi mogao uspjeti ondje gdje je on zakazao. Uzima Donnieja pod svoje, i pod Leftyjevim tutorstvom Donnieja ubrzo prihvaćaju ostali članovi obitelji, iako ne dobiva viši čin od "pomoćnog" člana (najniži mafijaški rang). Ali što Pistone duže igra ulogu gangstera, shvaća da uistinu postaje Donnie Brasco čak i kad nije na dužnosti. Njegova promjena počinje stvarati probleme u njegovu braku sa suprugom (Anne Heche) i troje djece. Pistone shvaća da bi najmanja pogreška u izvedbi gangstera mogla života koštati njega i njegovu obitelj. Osim toga, Joe Pistone je postao Leftyjev blizak i povjerljiv prijatelj. Zna da će na dan kad FBI uhiti njegove suradnike iz mafije okončati Leftyjev život kao da ga je i sam ubio.

## Glumci
| Glumac          | Uloga                        |
| --------------- | ---------------------------- |
| Al Pacino       | Benjamin Ruggiero]           |
| Johnny Depp     | Joseph Pistone/Donnie Brasco |
| Michael Madsen  | Sonny Black                  |
| Bruno Kirby     | Nicholas Santora             |
| James Russo     | John Cersani                 |
| Anne Heche      | Maggie Pistone               |
| Zeljko Ivanek   | Tim Curley                   |
| Gerry Becker    | Dean Blandford               |
| Robert Miano    | Sonny Red                    |
| Brian Tarantina | Anthony Indelicato           |
| Rocco Sisto     | Richard 'Richie' Gazzo       |

## Povijesne neutemeljenosti
- Scena zelenaške isplate se uistinu dogodila, osim toga da je Joe Pistone bio sa zloglasnim Anthonyjem Mirrom koji je radio za obitelj Bonnano.
- Joe Pistone nikad nije bio umiješan u ubojstva Alphonsea Indelicatoa i njegova dva capoa, Phillipa Giacconea i Dominicka Trinchere. Pistone je zato saznao tek poslije.
- Nicholas Santora, portetiranog kao "Nickyja" u izvedbi  Bruna Kirbyja, nije ubio Benjamin Ruggiero, a i još je živ.
- Bonnanov vojnik John "Boobie" Cerasani (čiji se lik u filmu zvao Paulie), kojeg je u filmu glumio James Russso, tužio je Sony, TriStar Pictures, redatelja Mikea Newella i druge korporacije koje su bile umiješane u produkciju filma. Cersani je imao posla s Donniejem Brascom 1972., a 1982. je optužen za reketarenje nakon Brascove istrage.
- Implicira se da je Leftyja ubio član obitelji zato što je dopustio Pistoneu da se infiltrira u obitelj; u stvarnosti, Ruggiero je umro raka pluća na Dan zahvalnosti 1995. Osim toga, "Sonny Black" Napolitano, Leftyjev šef, je ubijen jer je dopustio Pistoneovu infiltraciju.
- Na odjavnoj špici piše da je u vrijeme izlaska filma još postojala nagrada od 500 000 dolara na njegovu glavu. Međutim, nagrada je opozvana. Na odvojenim sastancima koje su službenici FBI-ja imali s obitelji Bonnano i Paulom Castellanom, šefom Komisije i obitelji Gambino u to vrijeme je naredio da se opozovu sve nagrade na Pistoneovu glavu. Naknadna prisluškivanja i obavještajni izvještaji potvrdili su da je to uistinu opozvano kroz mafiju.

## Zanimljivosti
- Dok se pripremao za ulogu, Depp se nekoliko puta sastao s Pistoneom.
- Paul Giamatti ima malu ulogu FBI-jeva tehničara. Tim Blake Nelson (Delmar u Tko je ovdje lud?) igra njegova partnera.
- U jednoj sceni u disku svira "Don't Bring Me Down" grupe ELO. Ova scena odigrava se nekoliko mjeseci prije nego što je pjesma objavljena na ploči u lipnju 1997.

## Box office
- Zarada u Americi: $41,909,762
- Međunarodna zarada: $83,000,000
- Ukupna zarada: $124,909,762

## Vanjske poveznice
- Donnie Brasco u internetskoj bazi filmova IMDb-a
- History vs. Hollywood - Donnie Brasco
- Boxoffice Information